# Viktor Onopko
Viktor Savelyevich Onopko ou Viktor Saveliyovych Onopko - respectivamente, em russo, Виктор Савельевич Онопко e, em ucraniano, Віктор Савелійович Онопко (Voroshlovgrado - atual Luhansk, 14 de outubro de 1969) - é um ex-futebolista ucraniano que preferiu jogar pela Rússia; sua cidade natal, anos depois, integraria área ucraniana separatista e pró-Rússia. Chegou a ser inclusive o jogador que mais vezes defendeu a seleção russa, até ser superado por Sergey Ignashevich.
Atuava como zagueiro, líbero ou volante.

## Carreira
Onopko começou a carreira em 1986, com apenas 17 anos, no Stakhanovets Stakhanov. Despontou para o futebol somente em 1988, quando assinou seu primeiro contrato profissional, com o Shakhtar Donetsk. Ficou na Ucrânia até ser contratado pelo Spartak Moscou, onde atuou em 108 partidas e marcou 23 gols. Foi eleito o melhor jogador da Rússia em 1992 e 1993.
Teve ainda destacada passagem pelo Real Oviedo, equipe que defendeu entre 1995 e 2002, jogando 217 partidas e marcando oito gols.
Passou ainda por Rayo Vallecano, Alania Vladikavkaz e Saturn, sendo que nestes últimos pouco atuou. Dispensado do Saturn, o zagueiro abandonou os gramados oficialmente em 2006, passando a trabalhar como diretor-esportivo da União de Futebol da Rússia, função que exerceu até 2009, quando foi contratado pelo CSKA Moscou para ser assistente de Juande Ramos.

## Seleções
Onopko chegou a atuar pela seleção olímpica da União Soviética, tendo feito três partidas. Pela Seleção da CEI de Futebol, esteve presente na única competição disputada pela equipe: a Eurocopa de 1992. Foi bastante elogiado pela atuação contra os Países Baixos, por ter anulado o astro Ruud Gullit. A preparação àquela Eurocopa inclusive inviabilizou que os ucranianos convocados pudessem defender a recém-criada seleção ucraniana, que em parelalelo realizava suas primeiras partidas, na época ainda consideradas não-oficiais pela FIFA.
Após o torneio, a seleção da CEI foi dissolvida. O zagueiro, como muitos outros nativos da Ucrânia, optou em defender a Rússia - em motivações que variavam desde a fraqueza das demais seleções oriundas da URSS ao impedimento que tiveram de participar das próprias eliminatórias à Copa do Mundo FIFA de 1994 até a identificação étnica como russos. No caso de Onopko, ele provinha de uma cidade que, anos depois, integraria área ucraniana separatista e pró-Rússia. Na época, ele assim justificou-se aos ucranianos: "meu irmão tem apenas 20 anos e tem tempo para esperar até que a Ucrânia se torne realmente forte no futebol mundial; para mim, seria imperdoável perder a Copa do Mundo de 1994. Recebi convites de dirigentes da seleção ucraniana, mas senti que a Rússia chegaria aos EUA e a escolhi como minha seleção nacional".
Na Copa, foi desfalque sentido contra o Brasil, por estar suspenso em razão de uma expulsão contra a Grécia ainda pelas eliminatórias, partida que, embora não afetasse a classificação antecipada dos russos, gerou um motim de jogadores contra o treinador Pavel Sadyrin, movimento que levaria a muitos astros locais ficarem de fora da convocação final. O próprio Onopko estaria entre os descontentes, mas se dispôs a continuar.
Com a Seleção Russa, disputou também a Eurocopa 1996, em edição marcada pelo regresso de muitos dos amotinados que haviam sido ignorados para a Copa de 1994. Contudo, a seleção, ainda com estes, terminou de fora da Copa do Mundo FIFA de 1998, eliminada na respescagem para a Itália. Na sequência, perdeu-se a classificação também para a Eurocopa 2000, precisamente em revés nos minutos finais do jogo de volta contra a Ucrânia. No duelo de ida, Onopko chegou a marcar um gol sobre o próprio país natal, em derrota de 3-2.
A Rússia classsificou-se para Copa do Mundo FIFA de 2002 em uma seleção ainda repleta de veteranos, a exemplo do próprio Onopko. Como nos torneios anteriores, os russos acabaram eliminados ainda na primeira fase, mas Onopko acabou avaliado pela revista brasileira Placar como décimo melhor zagueiro do mundial da Ásia. Apesar de ter colaborado para a classificação russa para a Eurocopa 2004, Onopko foi cortado por lesão, encerrando sua carreira internacional. Deteve um recode de partidas pela Rússia até ser superado por Sergey Ignashevich.
Em 2021, retornou à seleção russa como auxiliar técnico do treinador Valeriy Karpin. A equipe acabaria desclassificada fora dos campos nas repescagens das eliminatórias à Copa do Mundo FIFA de 2022 precisamente em retaliação à invasão da Ucrânia pela Rússia, conflito iniciado em fevereiro daquele mesmo ano.

## Títulos
- Copa Soviética: 1991-92
- Campeonato russo: 1992, 1993 e 1994
- Copa da Rússia: 1994